# Milichia argyrata
Milichia argyrata är en tvåvingeart som beskrevs av Friedrich Georg Hendel 1913. Milichia argyrata ingår i släktet Milichia och familjen sprickflugor.
Artens utbredningsområde är Taiwan. Inga underarter finns listade i Catalogue of Life.